# 英国铁路444型电力动车组
英国铁路444型电力动车组是2002年至2004年期间，西門子在奥地利制造的一种电联车，属于西門子Desiro家族。目前所有444型都属于西南铁路公司，运营直达的长途特快服务。该车型于2004年首次投入服务，由西南铁运营。

## 概述

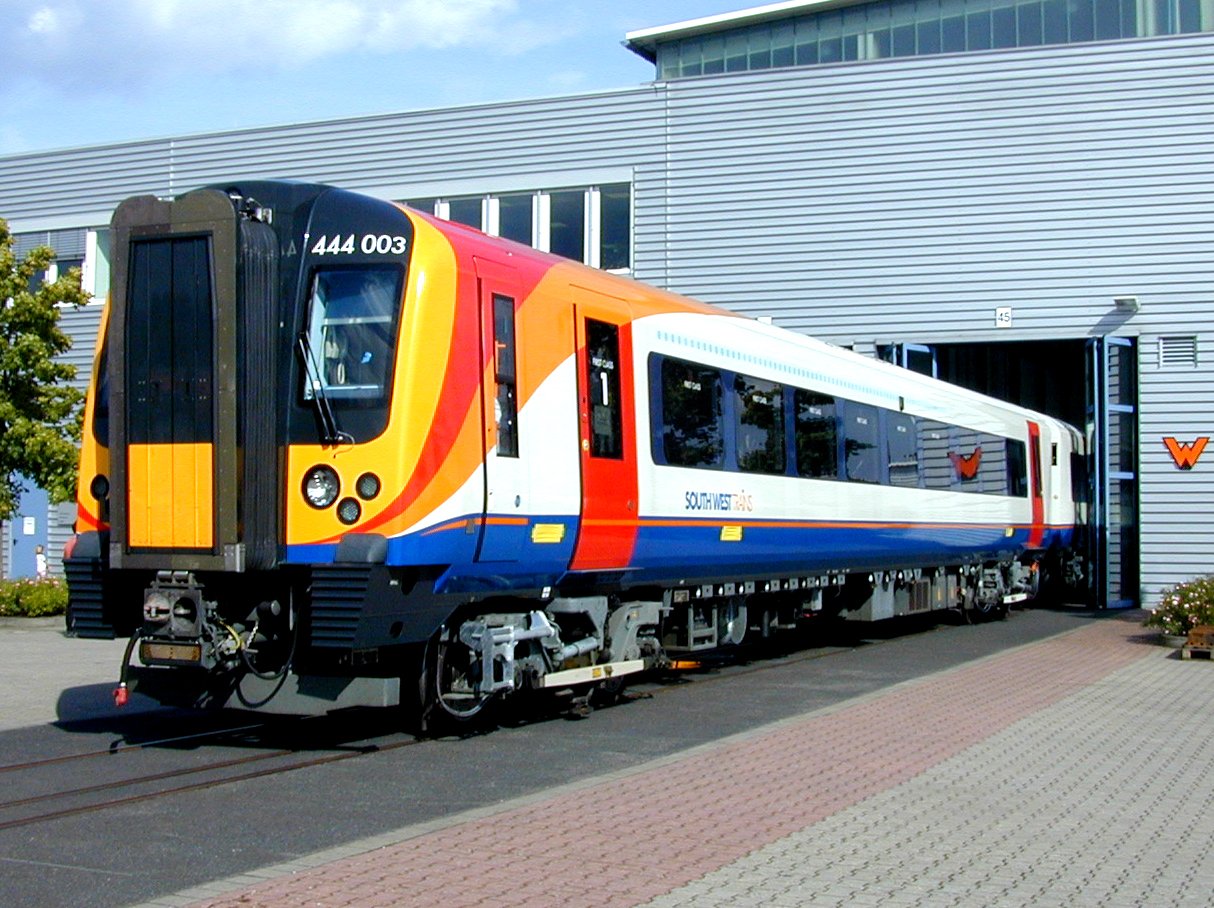
2004 年，西门子韦格贝格-韦登拉特试验中心的444型列车。

在21世纪初，按照特许经营协议，西南铁必须在2005年之前使用全新的列车取代不符合现代卫生和安全标准的411、412、421和423型和车头拉车卡式列车。2001年4月，西南铁向西门子公司订购了785辆列车。包括100辆4卡的450/0型远郊电联车，32辆5卡的450/2型近郊电联车和45辆5卡的444型特快车组。
444型列车是在西门子维也纳工厂制造的，通过英吉利海峡隧道运往英国。之前，这些列车在Wildenrath的测试轨道上进行了多项测试，这是为了磨合列车，排除问题、减少线上磨合所导致的空转。事实上，许多新开发的列车，如阿尔斯通的458型列车，都曾被问题和可靠性差所困扰。Desiro系列通过在工厂的磨合，进入服役的速度比竞争对手快，但仍遭遇了初期的问题。
列车由5卡编成，编号为444001-045。每编组由两辆动车、两辆中间挂车和一辆中间餐车组成。编组为DMSO+TSO+TSO+TSO+TSRMB+DMCO。举例车辆的编号如下。
   63851-63895-DMCO车
   67201-67245 - TSRMB - 装有受电弓井的受电弓井
   67151-67195 - Tso
   67101-67145 - Tso
   63801-63845 - dmso
列车组有尾部通道，多车组联组使用时，乘客可以在车组之间移动。列车的长度限制在10节车厢（即两辆联组），主要是因为没有月台可以容纳下15节车卡。在一些站台特别短的车站（如汉普郡的肖福德站），即使是5节车厢的单编组也过长。以前，乘客上下车都要通过乘务员打开车门，但自从2015年年初引入自动选择门操作（ASDO）后，电脑系统会计算并开放车门。车队采用了SWT的特快版本涂装，白色的车漆，车窗带为蓝色，驾驶室两端有红/橙色的飘带涂色。
每辆五卡都有头等舱，位于头车，大约占全车厢的一半。头等舱的座位上有BS 1363插座，为笔记本电脑或手机充电提供交流电，而同车厢剩余部分的标准舱桌子下面也附设有BS 1363插座。
和英国所有新造的第三轨列车一样，每车中的一卡都有一个受电弓的凹槽。这样可以在未来转换为交流受电弓，目前该车组中还没有列车安装交流受电弓。
所有设备都在南安普顿的西门子Northam车厢维修站内进行。
全部444型都在2013年新装了全新的可变刚度液压轴套，以减少轨道损坏从而减少基础设施维护成本。
444型列车被现代铁路杂志授予 "2010年英国最可靠的列车 "金扳手奖。在12个月的时间里，SWT车队创造了近8.9万公里的无技术性延误的可靠性新纪录。

## 运营
首批444型于2004年初在SWT投入服役。作为启动仪式的一部分，444018号机组在伦敦滑铁卢举行的仪式上被命名为 "The Fab 444"。
该车组在伦敦滑铁卢至朴茨茅斯港的直达特快线路上投入使用。它们还被用于西南干线上的一些服务，如南西干线到南安普顿中央站、伯恩茅斯、韦茅斯以及到奥尔顿和贝辛斯托克的长途服务。这使得最后一列411型车组在2004年年中撤出，并与421和423型车组重组合并。
原本计划在2004年年底前撤出最后的车头拉车厢列车，但是直到2005年5月才完成。最初，444型列车主要用于伦敦到朴茨茅斯的直达服务，原运用的442型列车改在韦茅斯线上使用。444型列车经常用于周日的伯恩茅斯站站停、滑铁卢至南安普顿的服务和布罗肯赫斯特至瓦勒姆的服务。由于此前铁轨供电功率限制，这些列车不能在普尔以西行驶。现在这些限制已经取消了。
2007年，444型列车取代了442型列车开始服务韦茅斯线。早在2006年11月，部分442型列车就被444型列车替下；最后一列442型列车在2007年2月被撤走。在滑铁卢至雷丁线上的458型列车重新投入使用后，在朴茨茅斯线上的444型列车被450型Desiros取代。将许多444型列车转移到韦茅斯线上的决定并不受欢迎。朴茨茅斯线的乘客对更换为450型列车提出抗议，有乘客抱怨说444型列车不如韦茅斯线上的列车。
444型列车目前在以下服务中使用：
   滑铁卢至巴辛斯托克（高峰时段）
   滑铁卢至普尔（与450级和英铁442级共用）
   滑铁卢至朴茨茅斯港（与450级和英铁442级共用）
   滑铁卢至朴茨茅斯港，途经巴辛斯托克和法雷厄姆（与450型共用）
   滑铁卢经温彻斯特和南安普顿中央站到韦茅斯（Weymouth）

### SWR翻新
新组成的西南铁自2017年起，按照合同要求进行了整修。每台车都将进行深层清洁、标准舱的地毯和座套将被更换。此外，每对座位都将提供插头插座，并将拆除餐车的设施以提供更多座位。头等舱将由35个座位减少到32个，2+1座位将被2+2座位所取代，并配备真皮座椅和新桌子，提供无线充电设施。

## 现役

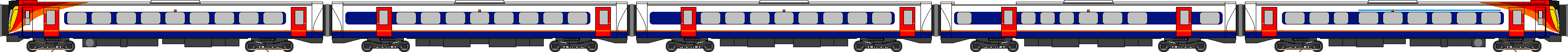
South West Trains class 444

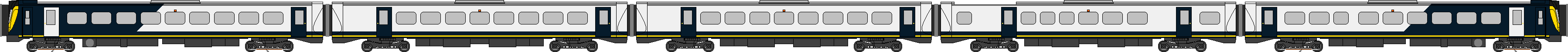
South Western Railway class 444

| Class     | Operator              | No. Built | Year Built | Cars per Set | Unit nos.       |
| --------- | --------------------- | --------- | ---------- | ------------ | --------------- |
| Class 444 | South Western Railway | 45        | 2002–2004  | 5            | 444001 – 444045 |